# Los condenados
Los condenados (Els condemnats) és una obra de teatre en tres actes i un pròleg, de Benito Pérez Galdós, estrenada al Teatre de la Comèdia de Madrid l'11 de desembre de 1894.

## Argument
Ambientada a la Vall d'Ansó, a jove Salomé està destinada per la seva família a contraure matrimoni amb l'honrat Santiago Paternoy. No obstant això, Salomé manté amors amb el bandoler José León, el que porta a Santiago a abandonar les seves intencions i beneir l'amor de la seva promesa i José. Aquests volen acomodar-se en una granja llogada que els permeti emprendre una nova vida. La manca de recursos fa que José sol·liciti l'ajuda d'una antiga amant. Avisada de la situació, Salomé, agreujada, denúncia davant el poble les malifetes del seu amant, que és gairebé objecte de linxament. Santiago i l'anciana Santamona aplaquen la ira dels vilatans amb la intenció de regenerar a José. Salomé, mentrestant, s'ha enclaustrat en un convent, on rep temps després la visita del seu antic amant. Salomé ha perdut gairebé el seny i a José no li queda una altra opció que lliurar-se a la justícia, que acabarà penjant-li de la forca.

## Repartiment
- Estrena, 1894. Intèrprets: Carmen Cobeña (Salomé), Emilio Thuillier (José), Miguel Cepillo (Santiago), Alfredo Cirera, María Cancio.